# 李源 (嘉慶進士)
李源，又名李瑢、李昉，四川省江津縣人，清朝政治人物、進士出身。
嘉慶十三年，登進士，授直隸完縣知縣。